# Sri Jayawardenapura Kotte
Pour les articles homonymes, voir Kotte.
Sri Jayawardenapura Kotte (en singhalais : ශ්‍රී ජයවර්ධනපුර කෝට්ටේ ; en tamoul : ஸ்ரீ ஜயவர்த்தனபுரம் கோட்டே), communément appelée Kotte, est la capitale administrative du Sri Lanka. Elle se trouve dans la banlieue sud-est de Colombo, capitale économique. Les deux cités font partie de la province de l'Ouest.

## Toponymie
Le nom « Kotte », ancien nom officiel, provient du tamoul கோட்டே, Kōṭṭē, qui signifie « forteresse ». À cette époque, il faisait référence d'une part aux espaces situés au sud et à l'extérieur des douves, appelés Pitakotte, ce qui se traduit par « hors du fort » et d'autre part à la zone protégée par les remparts, Ethul Kotte, et qui signifie « à l'intérieur du fort ».
Jaya-vardhana-pura, a un sens très différent puisque ce terme signifie « Ville qui transcende la victoire » en cingalais, et c'est le nom que son fondateur Alagakkonara lui avait donné.
En 1979, lorsqu'on décide de refaire de Kotte la capitale du pays, elle reprend son premier nom de Sri-Jaya-Vardhana-Pura-Kotte, que l'on peut traduire par « la sainte ville forteresse de la transcendante victoire ».

## Histoire
Du XIVe au XVIe siècle, Kotte était la capitale de l'ancien royaume de Kotte. Elle fut fondée au XIIIe siècle sur les rives marécageuses du fleuve Diyawanna Oya, pour devenir ensuite une forteresse destinée à se protéger des invasions du Royaume de Jaffna et de la dynastie Ârya Chakravarti. Le fondateur était un chef local, Nissanka Alagakkonara, mentionné par Ibn Battûta comme chef de Kurunegala, mais d'autres sources le donnent comme bandara (« gardien ») du district de Raigama Korale, aujourd'hui situé dans le district de Kalutara. Alagakkonara contra l'avancée de l'armée d'Arya Chakravarthy sur Kotte, et tint également en échec les attaques menées au sud-ouest de l'île.
Kotte était une jala durgha (« forteresse d'eau »), de forme triangulaire, bordée de marais sur deux côtés. Une douve était creusée le long du troisième. La cité était fortifiée par des remparts de latérite qui, avec l'argile étaient les principaux matériaux utilisés pour sa construction. La carrière de latérite initiale est toujours visible sur le terrain d'une école locale d'Ananda Sasthralaya.
Les Portugais, arrivés sur l'île en 1505, sont initialement accueillis favorablement par le roi. Ils prennent cependant le contrôle de la ville en 1565. Sous les assauts des royaumes voisins de Sitawaka, les Portugais abandonnèrent la ville et firent de Colombo leur nouvelle capitale.
Les remparts et les douves protégeaient la cité entière. Ces moyens défensifs ont en partie subsisté et peuvent toujours être vus de nos jours. Le long du rempart, de nouvelles habitations ont été construites.
L'urbanisation de Kotte a repris au XIXe siècle. Les matériaux constituant les anciennes constructions ont été réutilisés depuis dans des constructions modernes. Certaines pierres provenant de vestiges archéologiques ont ainsi servi à la construction du pont Victoria, sur le fleuve Kelani.